# Parc Pierre-Mendès-France
 (septembre 2020).
Si vous disposez d'ouvrages ou d'articles de référence ou si vous connaissez des sites web de qualité traitant du thème abordé ici, merci de compléter l'article en donnant les références utiles à sa vérifiabilité et en les liant à la section « Notes et références ».
Le parc Pierre-Mendès-France est un parc public de la ville de Reims, en France.

## Situation et accès
Il est accessible par la rue Vauban, la rue Gérard de Nerval, et la rue Guillaume Apollinaire (par la passerelle au-dessus de l’avenue de Champagne).

## Origine

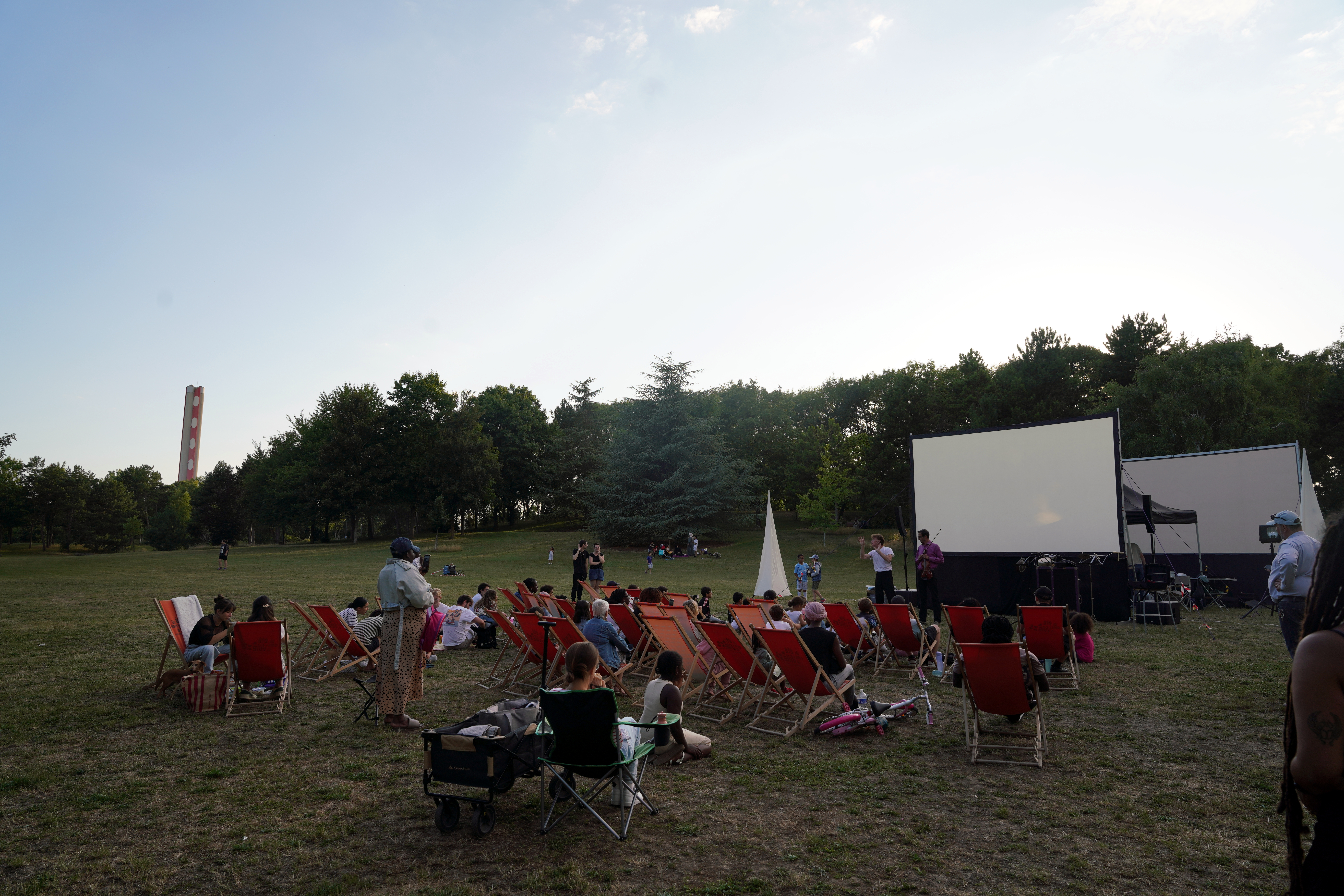
séances de cinéma en 2025.

Le parc Pierre Mendès France a été réalisé en 1981, par le paysagiste Dominique De Villèle. Ce parc comprend deux plans d’eau alimentés par un jet d eau. 
Une vaste butte plantée le sépare de l’avenue de Champagne. 
Ce parc, qui est situé dans le quartier Murigny, porte le nom d’un homme politique français, Pierre Mendès France, qui a reçu la médaille de la Résistance.
Des activités de modélisme sont pratiquées quelques week-ends par an sur le plan d’eau principal. 
Depuis 2019, des séances de cinéma en plein air, à voir sur l'écran géant, sont proposées durant l'été, en partenariat avec l'association La Pellicule Ensorcelée.

## Caractéristiques
Ce parc, de 7,4 hectares, possède de grands arbres et un remarquable aménagement paysager. La promenade habituelle consiste à faire le tour du lac, à admirer le jet d’eau, passer de petites cascades et traverser des ponts. 

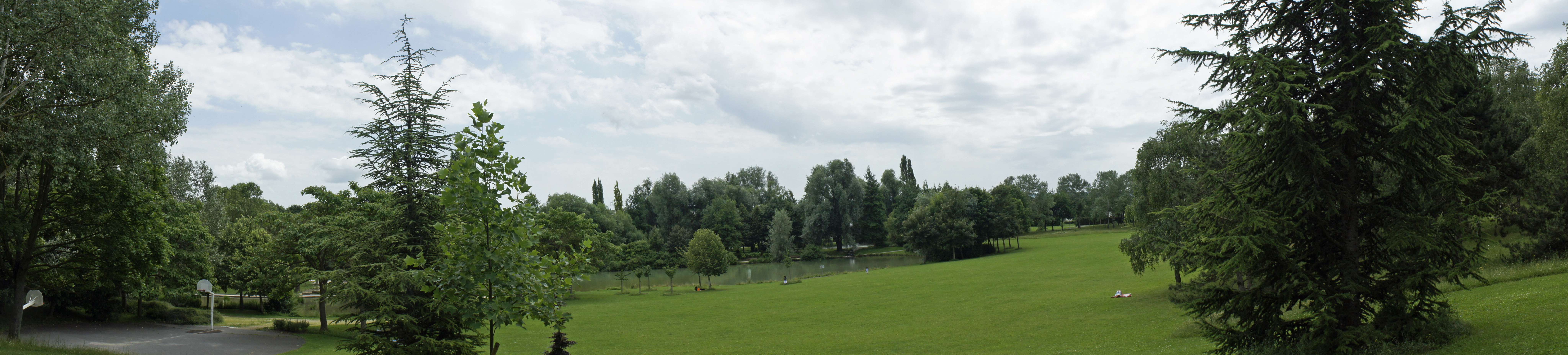
Vue générale.

Le couvert forestier est assez commun. Des bouleaux verruqueux (Betula pendula Roth), des frênes communs (Fraxinus excelsior L.), des saules pleureurs (Salix babylonica), des aulnes glutineux (Alnus glutinosa (L.) Gaertn.), des érables sycomore (Acer pseudoplatanus L.), des noisetiers communs (Corylus avellana L.), des peupliers italiens (Populus nigra var, italica) peuvent être identifiés dans ce parc. Un pa|rcours Pollens Lichens est accessible en ligne pour ce parc.

## Équipements
Il comporte des aménagements destinés aux enfants et adultes (aire de jeux, table de ping-pong, aire de basket, une borne-fontaine), des petites cascades, un plan d’eau avec un jet d'eau et pour les chiens une aire canine.